# Східнороманські мови

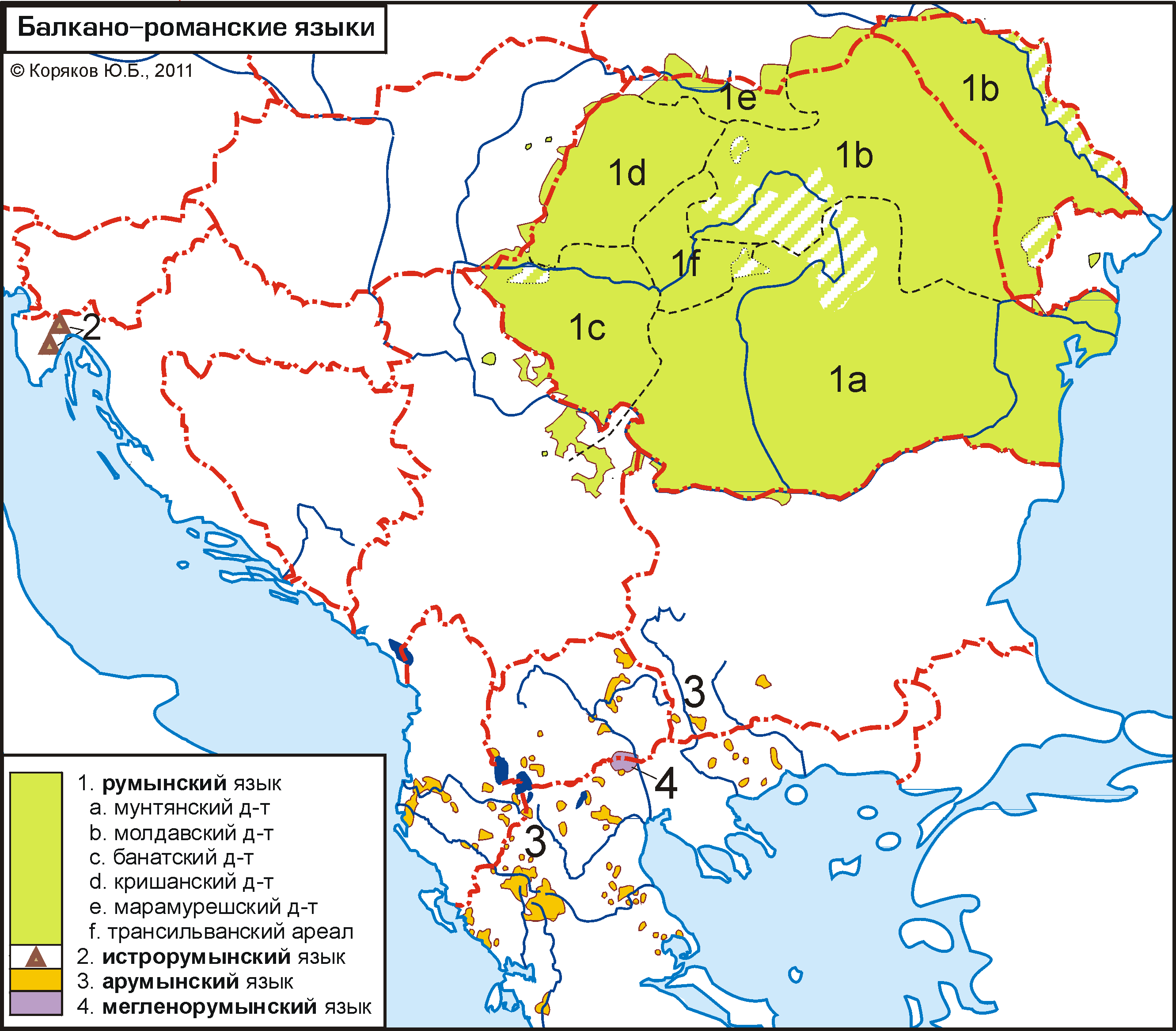
Мапа поширення румунської мови та інших східнороманських мов

Східнорома́нська (балканорома́нська, дакорома́нська) мо́вна підгру́па — одна з підгруп, що виділяються в складі групи романських мов. Структурно східно-романські мови за низкою рис протистоять так званим західно-романським мовам, хоча мають з ними спільного предка — народну латину. Містить п'ять мов, які іноді, в залежності від історичного та політичного контексту, вважаються діалектами чи мовними варіантами єдиної румунської мови. Східнороманська мова водночас відрізняється найбільшою своєрідністю в групі романських мов і виявляє риси так званих контактних мов, що утворилися на стику декількох неспоріднених мовних ареалів. Таким чином, на всіх мовних рівнях східно-романські мови виявляють схожість з сусідніми слов'янськими мовами, албанською та грецькою, утворюючи з ними так званий балканський мовний союз.

## Поширення
Східнороманська підгрупа — найменше численна поміж романських (близько 5 % од усіх романомовних). Загальна кількість мовців східнороманских мов — близько 23 млн осіб. Найбільше функціональна румунська мова (Румунія) та її варіант на території Республіки Молдова. Усередині цієї найпоширенішої мови є значне число місцевих говорів, що здебільшого взаємозрозумілі. Після 1990 р. число носіїв східнороманських мов швидко скорочується через природній відтік та інтенсивну еміграцію з економічних причин переважно. Асиміляція є значна саме за межами Румунії і Молдови.

## Проблеми та перспективи розвитку
Південнодунайські мови — мегленорумунська та арумунська — як і істрорумунська, знаходяться на межі зникнення і поширені переважно серед сільського населення у важкодоступних гірських районах Балкан. Разом з романо-слов'янськими білінгвами Сербії, Хорватії, Македонії, Греції та України число мовців східнороманських мов — близько 25 млн (близько 5 % всіх романомовних в світі). Румунською створена багата художня і наукова література.

## Історія
Східнороманські мови, як і західнороманські, утворилися в результаті еволюції народної латини II—III століть нашої ери при її контакті з оточуючими мовами — у цьому випадку, з грецькою, турецькою, албанською і, особливо, слов'янськими мовами.

## Мови
Східнороманська підгрупа включає наступні мови (діалекти):

### Північно-східнороманські або дакороманські
- Румунська мова (румуни) — загальна чисельність близько 23 млн осіб: Румунія, Молдова, Україна.
- Влоська мова (сербські волохи[ru] у Тимоської долини Сербії) близько 35 тис. осіб.
- Істрійська мова (істрорумуни)— близько 1 тис. у кількох селах в східній частині півострова Істрія (Хорватія).

### Південно-східнороманські
- Арумунська мова (аромунська) (аромуни) — сукупність говірок, що об'єднуються на основі спільних структурних ознак. Число носіїв не може бути встановлено точно, від 15 000 активних носіїв до 1,5 млн осіб арумунського походження. Стандартні оцінки — близько 60 000 в Албанії і 50 000 в Греції, близько 30 000 в республіці Північна Македонія.
- Меглено-румунська мова (мегленська) (мегленорумуни) — від 5 000 до 20 000 осіб у Греції, під загрозою зникнення.

## Порівняльно-історичний аналіз
Структурно східно-романські мови за низкою рис протистоять так званим західно-романським мовам, хоча мають з ними спільного предка — народну латину. Характерні риси такі:
- Постпозиції артикля (на думку деяких лінгвістів, ця риса не є ознакою приналежності до східнороманської гілки, оскільки постпозитивний артикль є балканізмом, характерним і для нероманських мов);
- Субстантивація класичного латинського інфінітива на -re;
- Широке розповсюдження кон'юнктива (умовного способу) (на думку деяких лінгвістів, ця риса не є ознакою приналежності до східнороманської гілки, оскільки вживання кон'юнктива замість інфінітива характерно і для нероманських мов Балканського півострова)
- Висока продуктивність -i четвертої дієвідміни у дієслів,
- Наявність морфологічної палаталізації приголосних,
- Численні і добре адаптовані лексико-морфологічні запозичення зі слов'янських та інших сусідніх мов (від 20 до 60 % всієї лексики).

Своєрідність східно-романських мов спричинена їх ранньою (III століття) ізоляцією від основного романського масиву Західної Європи масами народів, що переселялися, в першу чергу слов'янами, угорцями і німців. Субстрат східно-романських мов носить здебільшого дакійський, а не кельтський/середземноморський/італьський характер, як на заході. Суперстратні впливи слов'янських мов у Східній Романії дуже сильні і відзначаються на всіх рівнях східнороманських мов. Численні адстратні елементи (угорська, грецька, турецька, німецька, галліцизми та ін.) У XIX-ХХ століттях були цілеспрямовані спроби до зближення двох груп мов лексично шляхом релатинізації лексики найбільшої з східнороманських мов — румунської.